# Баришівка (річка)
Ба́ришівка — річка в Полтавській області. Тече територією Полтавського району.